# Moïse Joseph
Moïse Joseph, né le 27 décembre 1981 à Miami, en Floride, est un athlète haïtien spécialiste du 800 mètres.

## Biographie
Son meilleur temps est de 1 min 45 s 74 obtenu à Bâton-Rouge le 31 mai 2002.

### Palmarès
| Date | Compétition                                      | Lieu     | Résultat | Performance   |
| ---- | ------------------------------------------------ | -------- | -------- | ------------- |
| 2005 | Championnats d'Amérique centrale et des Caraïbes | Nassau   | 3e       | 1 min 49 s 60 |
| 2011 | Jeux d'Amérique centrale et des Caraïbes         | Mayagüez | 2e       | 1 min 47 s 79 |
| 2011 | Championnats d'Amérique centrale et des Caraïbes | Mayagüez | 2e       | 1 min 48 s 94 |